# Tony Peluso
Tony Peluso (ur. 1950, zm. 5 czerwca 2010 w Los Angeles) – amerykański gitarzysta i producent muzyczny.
Przez krótki czas był gitarzystą grupy The Carpenters, a także grał w popularnej w latach 60. XX wieku, formacji Paul Revere & the Raiders. Jako producent związany był z wytwórnią Motown, był producentem płyt między innymi Smokey Robinson i Michaela Jacksona. Czterokrotnie był zdobywcą nagrody Grammy. Wraz z Gustavo Santaolallą współpracował przy muzyce do filmu Tajemnica Brokeback Mountain.